# دانشگاه الحکمه (بغداد)

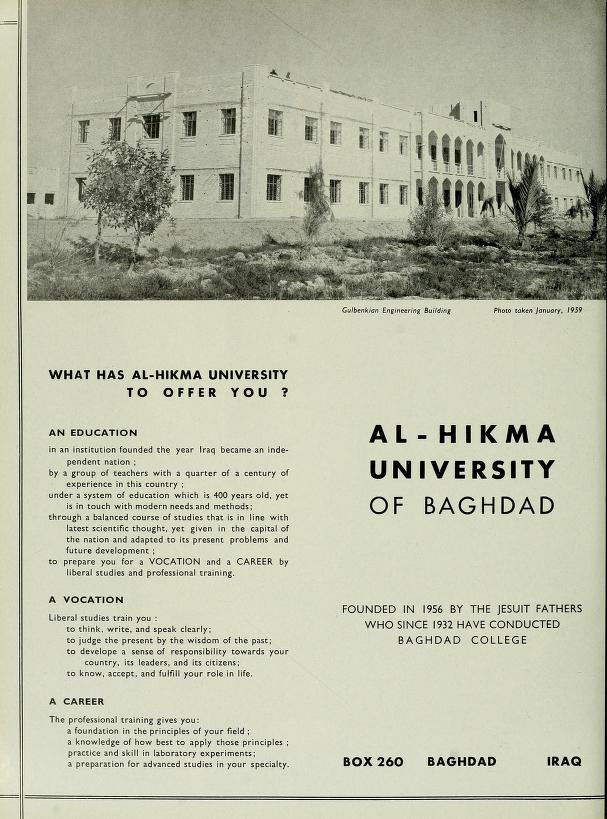
تصویر دانشگاه الحکمه در عراق در یک سند یا صفحه

دانشگاه الحکمه (به عربی: جامعة الحکمة) یک دانشگاه در عراق است که در بغداد واقع شده‌است.